# Hóquei no gelo nos Jogos Olímpicos de Inverno de 2010 - Feminino

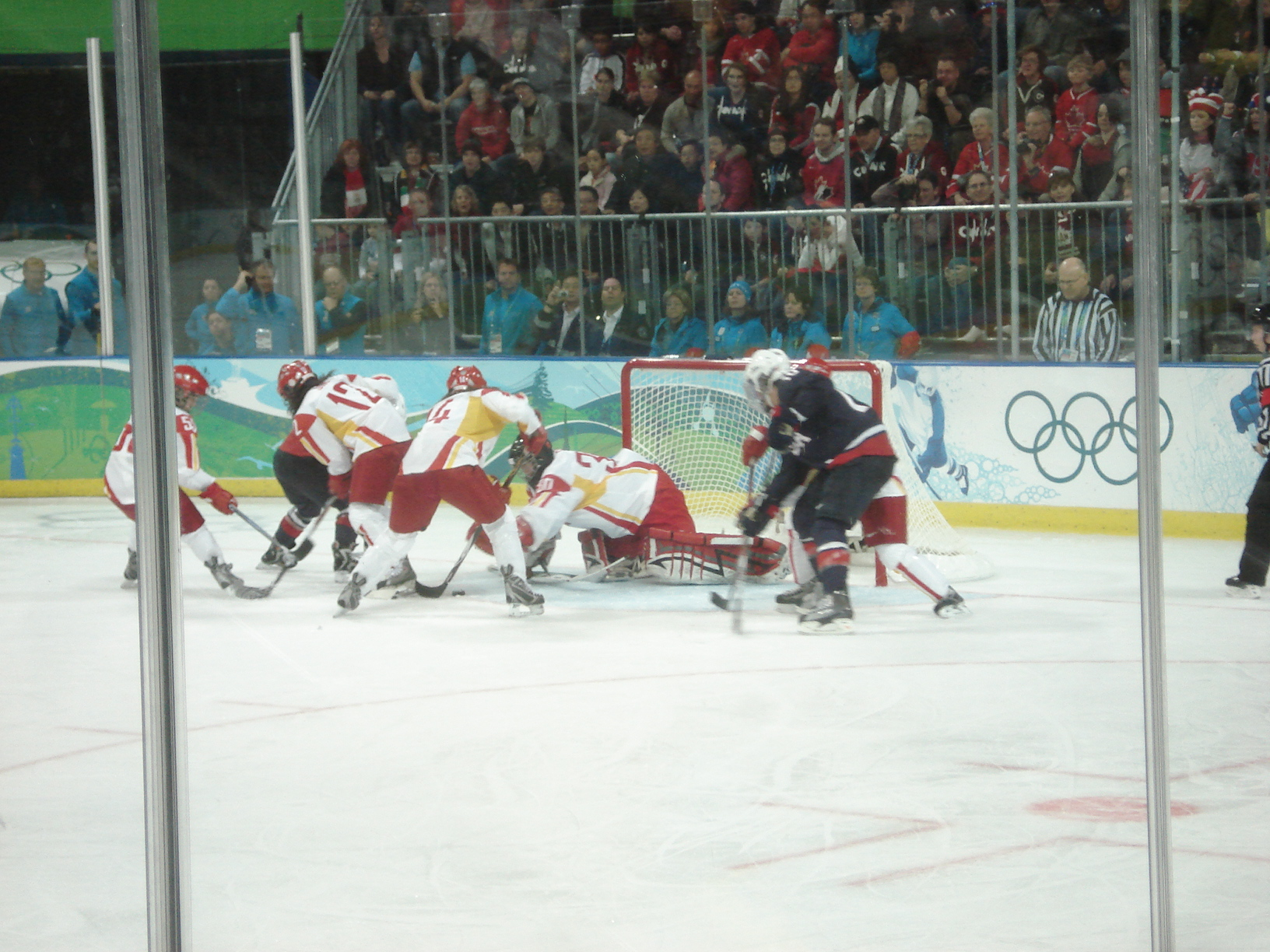
Partida entre China e Estados Unidos válida pelo Grupo B.

O torneio feminino de hóquei no gelo nos Jogos Olímpicos de Inverno de 2010 foi disputado entre os dias 13 e 25 de fevereiro.

## Medalhistas
|  | CAN Canadá |  | USA Estados Unidos |  | FIN Finlândia |
|  | Charline Labonté Kim St-Pierre Shannon Szabados Tessa Bonhomme Carla MacLeod Becky Kellar Colleen Sostorics Meaghan Mikkelson Catherine Ward Meghan Agosta Gillian Apps Jennifer Botterill Jayna Hefford Haley Irwin Rebecca Johnston Gina Kingsbury Caroline Ouellette Cherie Piper Marie-Philip Poulin Sarah Vaillancourt Hayley Wickenheiser |  | Brianne McLaughlin Molly Schaus Jessie Vetter Kacey Bellamy Caitlin Cahow Lisa Chesson Molly Engstrom Angela Ruggiero Kerry Weiland Julie Chu Natalie Darwitz Meghan Duggan Hilary Knight Jocelyne Lamoureux Monique Lamoureux Erika Lawler Gisele Marvin Jenny Potter Kelli Stack Karen Thatcher Jinelle Zaugg-Siergiej |  | Mira Kuisma Noora Räty Anna Vanhatalo Jenni Hiirikoski Emma Laaksonen Rosa Lindstedt Terhi Mertanen Heidi Pelttari Mariia Posa Saija Sirviö Anne Helin Venla Hovi Michelle Karvinen Annina Rajahuhta Karoliina Rantamäki Mari Saarinen Nina Tikkinen Minnamari Tuominen Saara Tuominen Marjo Voutilainen Linda Välimäki |

## Resultados
|  | Equipes classificadas às semifinais                 |
|  | Equipes classificadas à disputa do 5º ao 8º lugares |

### Grupo A
| País           | J | V | VP | DP | D | GP | GS | SG  | Pts |
| -------------- | - | - | -- | -- | - | -- | -- | --- | --- |
| CAN Canadá     | 3 | 3 | 0  | 0  | 0 | 41 | 2  | +39 | 9   |
| SWE Suécia     | 3 | 2 | 0  | 0  | 1 | 10 | 15 | -5  | 6   |
| SUI Suíça      | 3 | 1 | 0  | 0  | 2 | 6  | 15 | -9  | 3   |
| SVK Eslováquia | 3 | 0 | 0  | 0  | 3 | 4  | 29 | -25 | 0   |

Todos os horários estão em UTC-8.
| 13 de fevereiro | Suécia SWE                                                                | 3 – 0                     | SUI Suíça | UBC Winter Sports Centre                  |
| 12h00           | Danijela Rundqvist 12:31' Tina Enstrom 31:35' Erica Uden Johansson 41:50' | (1–0, 1–0, 1–0) Relatório |           | Público: 5,222 Árbitro: USA Leah Wrazidlo |

| 13 de fevereiro | Canadá CAN | 18 – 0                    | SVK Eslováquia | Canada Hockey Place                      |
| 17h00           | Haley Irwin (2) 1:39' 44:37' Tessa Bonhomme 3:06' Meghan Agosta (3) 5:38' 11:34' 30:19' Carla MacLeod (2) 8:21' 36:42' Gina Kingsbury (2) 15:09' 52:52' Colleen Sostorics 16:20' Sarah Vaillancourt 23:42' Marie-Philip Poulin 27:21' Jaina Hefford (3) 32:00' 44:23' 51:03' Caroline Ouellette 32:44' Cherie Piper 46:54' | (7–0, 6–0, 5–0) Relatório |                | Público: 16,496 Árbitro: GBR Joy Tottman |

| 15 de fevereiro | Suíça SUI                | 1 – 10                    | CAN Canadá | UBC Winter Sports Centre                    |
| 14h30           | Darcia Leimgruber 39:46' | (0–2, 1–3, 0–5) Relatório | Gillian Apps 06:27' Sarah Vaillancourt 14:25' Cherie Piper 22:19' Meghan Agosta (2) 28:08' 31:15' Jayna Hefford 40:54' Catherine Ward 49:09' Marie-Philip Poulin 49:27' Rebecca Johnston 50:43' Hayley Wickenheiser 51:55' | Público: 5,413 Árbitro: GER Nicole Hertrich |

| 15 de fevereiro | Suécia SWE                                                                                  | 6 – 2                     | SVK Eslováquia                              | UBC Winter Sports Centre              |
| 19h00           | Pernilla Winberg (4) 05:01' 12:11' 29:07' 53:20' Jenni Asserholt 16:07' Elin Holmlöv 46:08' | (3–2, 1–0, 2–0) Relatório | Anna Džurňáková 09:52' Nicol Čupková 13:29' | Público: 5,323 Árbitro: NOR Aina Hove |

| 17 de fevereiro | Canadá CAN | 13 – 1                    | SWE Suécia              | UBC Winter Sports Centre                  |
| 14h30           | Meghan Agosta (3) 06:58' 21:06' 27:59' Marie-Philip Poulin 09:13' Cherie Piper (2) 13:00' 29:17' Sarah Vaillancurt 15:27' Tessa Bonhomme 15:57' Haley Wickenheiser 25:14' Jayna Hefford 25:36' Gillian Apps (2) 26:13' 47:43' Haley Irwin 31:43' | (5–0, 7–0, 1–1) Relatório | Katarina Timglas 52:16' | Público: 5,483 Árbitro: USA Leah Wrazidlo |

| 17 de fevereiro | Eslováquia SVK                   | 2 – 5                     | SUI Suíça                                                                       | UBC Winter Sports Centre                |
| 19h00           | Janka Čulíková (2) 07:10' 20:19' | (1–0, 0–1, 1–4) Relatório | Stefanie Marty (3) 35:39' 50:35' 58:25' Sara Benz 51:18' Kathrin Lehmann 56:28' | Público: 5,272 Árbitro: FIN Ulla Sipila |

### Grupo B
| País               | J | V | VP | DP | D | GP | GS | SG  | Pts |
| ------------------ | - | - | -- | -- | - | -- | -- | --- | --- |
| USA Estados Unidos | 3 | 3 | 0  | 0  | 0 | 31 | 1  | +30 | 9   |
| FIN Finlândia      | 3 | 2 | 0  | 0  | 1 | 7  | 8  | -1  | 6   |
| RUS Rússia         | 3 | 1 | 0  | 0  | 2 | 3  | 19 | -16 | 3   |
| CHN China          | 3 | 0 | 0  | 0  | 3 | 3  | 16 | -13 | 0   |

Todos os horários estão em UTC-8.
| 14 de fevereiro | Estados Unidos USA | 12 – 1                    | CHN China           | UBC Winter Sports Centre                |
| 12h00           | Angela Ruggiero 2:50' Kelli Stack 9:56' Jenny Potter (3) 14:22' 18:01' 21:18' Meggan Dughan (2) 17:40' 43:59' Lisa Chesson 23:46' Jocelyne Lamoureux 39:39' Molly Engstrom 50:43' Natalie Darwitz 54:43' Julie Chu 59:21' | (5–0, 3–0, 4–1) Relatório | Jin Fengling 57:39' | Público: 5,278 Árbitro: FIN Ulla Sipila |

| 14 de fevereiro | Finlândia FIN                                                                           | 5 – 1                     | RUS Rússia               | UBC Winter Sports Centre                   |
| 16h30           | Saija Sirvio 09:30' Marjo Voutilainen Venla Hovi 37:36' Nina Tikkinen (2) 42:25' 49:32' | (1–1, 2–0, 2–0) Relatório | Aleksandra Vafina 06:11' | Público: 5,275 Árbitro: CAN Mary Anne Cage |

| 16 de fevereiro | Rússia RUS | 0 – 13                    | USA Estados Unidos | UBC Winter Sports Centre                    |
| 14h30           |            | (0–5, 0–7, 0–1) Relatório | Monique Lamoureux 02:19' Jenny Potter (3) 05:48' 15:56' 31:46' Karen Tatcher 09:58' Caitlin Cahow 12:57' Angela Ruggiero 20:34' Kelly Stack 23:16' Jocelyne Lamoreux 26:01' Natalie Darwitz (2) 27:50' 31:00' Molly Engstrom 33:32' Lisa Chessom 41:05' | Público: 5,365 Árbitro: GER Nicole Hertrich |

| 16 de fevereiro | Finlândia FIN                                | 2 – 1                     | CHN China         | UBC Winter Sports Centre                |
| 19h00           | Karoliina Rantamäki 29:13' Venla Hovi 34:02' | (0–1, 2–0, 0–0) Relatório | Wang Linuo 18:10' | Público: 5,317 Árbitro: GBR Joy Tottman |

| 18 de fevereiro | Estados Unidos USA | 6 – 0                     | FIN Finlândia | UBC Winter Sports Centre              |
| 14h30           | Julie Chu 08:08' Molly Engstrom 10:47' Meghan Duggan 11:29' Natalie Darwitz 18:03' Hilary Knight 31:48' Karen Tatcher 38:22' | (4–0, 1–0, 1–0) Relatório |               | Público: 5,398 Árbitro: NOR Aina Hove |

| 18 de fevereiro | China CHN           | 1 – 2                     | RUS Rússia                                          | UBC Winter Sports Centre                   |
| 19h00           | Jin Fengling 37:38' | (0–0, 1–2, 0–0) Relatório | Yekaterina Smolentseva 24:23' Marina Sergina 36:02' | Público: 5,391 Árbitro: CAN Mary Anne Gage |

### Segunda fase

#### Decisão do 5º ao 8º lugar
| 20 de fevereiro | Suíça SUI                                                                                     | 6 – 0                     | CHN China | UBC Winter Sports Centre                  |
| 14h30           | Kathrin Lehmann 07:22' Stefanie Marty (4) 07:53' 39:44' 54:54' 58:48' Lucrèce Nussbaum 37:12' | (2–0, 2–0, 2–0) Relatório |           | Público: 5,454 Árbitro: USA Leah Wrazidlo |

| 20 de fevereiro | Rússia RUS                                                                         | 4 – 2                     | SVK Eslováquia                                | UBC Winter Sports Centre              |
| 19h00           | Tatiana Sotnikova 07:34' Iya Gavrilova (2) 18:16' 50:26' Svetlana Terenteva 33:45' | (2–0, 1–1, 1–1) Relatório | Petra Pravlíková 23:24' Jana Kapustová 40:31' | Público: 5,488 Árbitro: NOR Aina Hove |

#### Semifinais
| 22 de fevereiro | Estados Unidos USA | 9 – 1                     | SWE Suécia              | Canada Hockey Place                         |
| 12h00           | Monique Lamoureux (3) 07:14' 45:59' 57:19' Meghan Duggan 08:23' Angela Ruggiero 23:22' Caitlin Cahow 25:58' Karen Thatcher 33:35' Kerry Weiland 47:15' Kelli Stack 55:20' | (2–0, 3–1, 4–0) Relatório | Pernilla Winberg 29:34' | Público: 16,021 Árbitro: CAN Mary Anne Gage |

| 22 de fevereiro | Canadá CAN                                                                                           | 5 – 0                     | FIN Finlândia | Canada Hockey Place                          |
| 17h00           | Cherie Lee Piper 05:22' Haley Irwin (2) 14:36' 44:23' Meghan Agosta 36:21' Caroline Ouellette 58:57' | (2–0, 1–0, 2–0) Relatório |               | Público: 16,324 Árbitro: GER Nicole Hertrich |

#### Decisão do 7º lugar
| 22 de fevereiro | China CHN                                   | 3 – 1                     | SVK Eslováquia          | UBC Winter Sports Centre                |
| 14h00           | Wang Linuo (2) 37:15' 51:44' Sun Rui 45:04' | (0–1, 1–0, 2–0) Relatório | Petra Pravlíková 10:37' | Público: 5,284 Árbitro: GBR Joy Tottman |

#### Decisão do 5º lugar
| 22 de fevereiro | Suíça SUI                     | 2 – 1                          | RUS Rússia            | UBC Winter Sports Centre                |
| 19h00           | Stefanie Marty (2) 34:12' GWS | (0–1, 1–0, 0–0, 0-0) Relatório | Tatiana Burina 09:05' | Público: 5,412 Árbitro: FIN Ulla Sipula |

#### Decisão do 3º lugar
| 25 de fevereiro | Suécia SWE                                   | 2 – 3                          | FIN Finlândia                                                                   | Canada Hockey Place                          |
| 11h00           | Maria Rooth 32:24' Danijela Rundqvist 45:09' | (0–0, 1–2, 1–0, 0-1) Relatório | Heidi Pelttari 24:24' Michelle Karvinen 36:02' Karoliina Rantamäki 62:33' (pro) | Público: 16,398 Árbitro: GER Nicole Hertrich |

#### Final
| 25 de fevereiro | Canadá CAN                            | 2 – 0                     | USA Estados Unidos | Canada Hockey Place                    |
| 15h30           | Marie-Philip Poulin (2) 13:55' 16:50' | (2–0, 0–0, 0–0) Relatório |                    | Público: 16,805 Árbitro: NOR Aina Hove |

## Classificação final

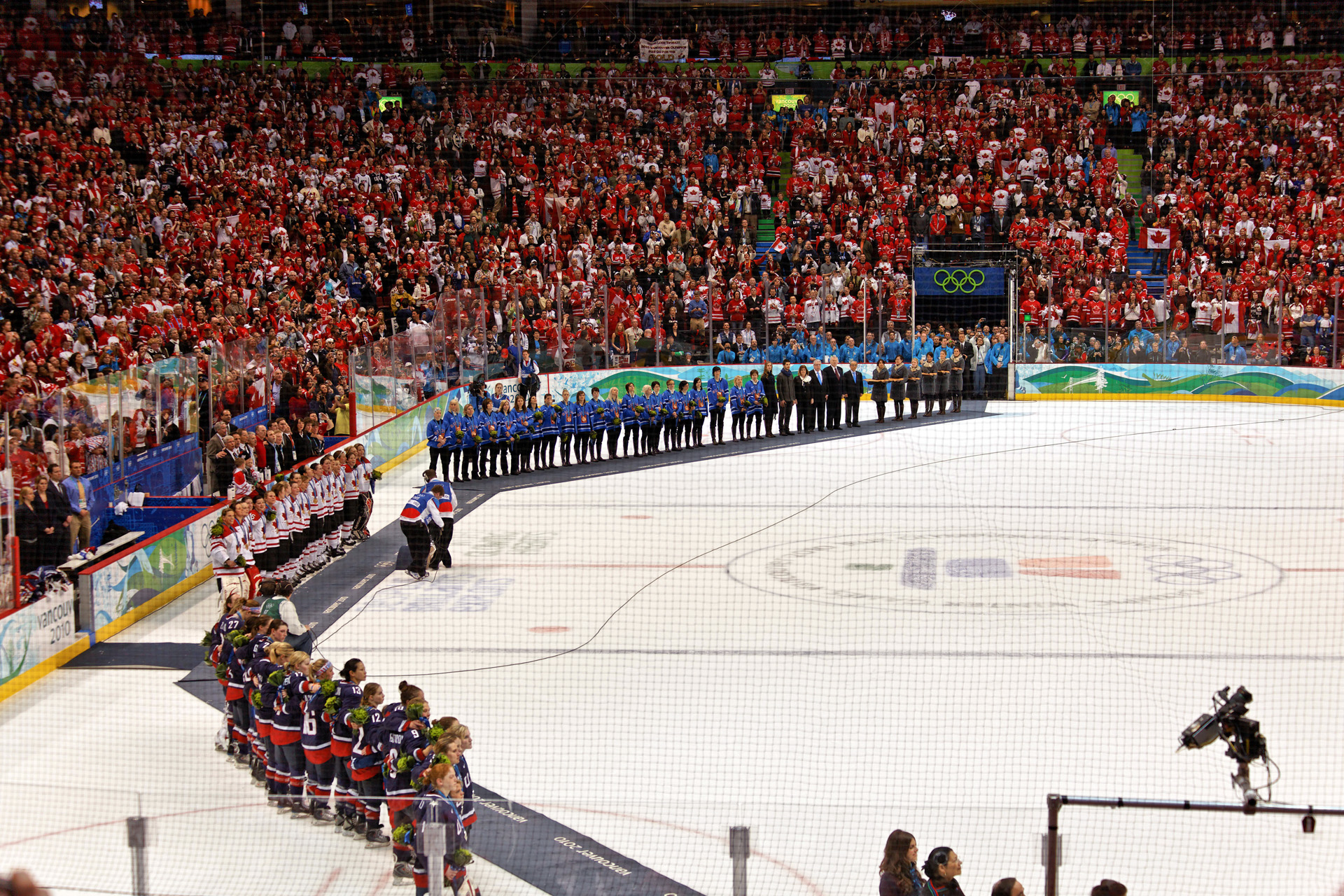
Pódio do hóquei feminino em Vancouver.

| Pos.              | País               |
| ----------------- | ------------------ |
| Medalha de ouro   | CAN Canadá         |
| Medalha de prata  | USA Estados Unidos |
| Medalha de bronze | FIN Finlândia      |
| 4                 | SWE Suécia         |
| 5                 | SUI Suíça          |
| 6                 | RUS Rússia         |
| 7                 | CHN China          |
| 8                 | SVK Eslováquia     |